# Кук (Украинские Карпаты)
Кук — гора в Украинских Карпатах, в юго-восточной части массива Полонина Боржава.
Расположена в Хустском районе Закарпатской области, юго-западнее посёлка Межгорье.
Высота горы — 1361 м.
Гора Кук до высоты 1200—1250 м покрыта буковыми лесами с редкими деревьями ели и пихты, выше — горные полонины с черничником.
Главный массив горы простирается с юга на север (частично на северо-запад) до соседней горы — Полонина Кук (1190 м). Южные отроги горы переходят в хребет под названием Толяный. Юго-восточные отроги простираются в направлении хребта Паленый Грунь. Северо-восточные склоны вершины очень крутые и труднопроходимые.
Кук является популярным объектом туризма. Через гору проходит пешеходный маршрут «Вершинами Боржавы», который начинается в посёлке Воловце и ведет к посёлку Межгорье или села Броньки.
- Кук — одна из ближайших к посёлку Межгорье, вершин Боржавского массива.
- Южнее горы расположен Ричанский зоологический заказник.